# Coppa del Portogallo 1994-1995 (hockey su pista)
La Coppa del Portogallo 1994-1995 è stata la 22ª edizione della principale coppa nazionale portoghese di hockey su pista. La competizione si è conclusa il 25 giugno 1995. Il trofeo è stato conquistato dal Benfica per la nona volta nella sua storia superando in finale il Barcelos.

## Risultati

### Quarti di finale
| Squadra 1         | Risultato | Squadra 2      |
| ----------------- | --------- | -------------- |
| Marinhense        | 6 - 9     | Sporting CP    |
| Paço de Arcos     | 6 - 1     | Parede         |
| Infante de Sagres | 5 - 11    | Benfica        |
| Barcelos          | 6 - 4     | Sporting Tomar |

### Semifinali
| Squadra 1 | Risultato | Squadra 2     |
| --------- | --------- | ------------- |
| Benfica   | 6 - 2     | Paço de Arcos |
| Barcelos  | 7 - 2     | Sporting CP   |

### Finale
| Valença 24 giugno 1995 | Barcelos | 5 – 6 | Benfica |  |